# Dazzling White Town
- ラブライブ! > ラブライブ!サンシャイン!! > Aqours > Dazzling White Town

「Dazzling White Town」（ダズリング ホワイト タウン）は、Saint Snowの楽曲。同グループの1stシングルとして2020年8月19日にLantisから発売された。

## 概要

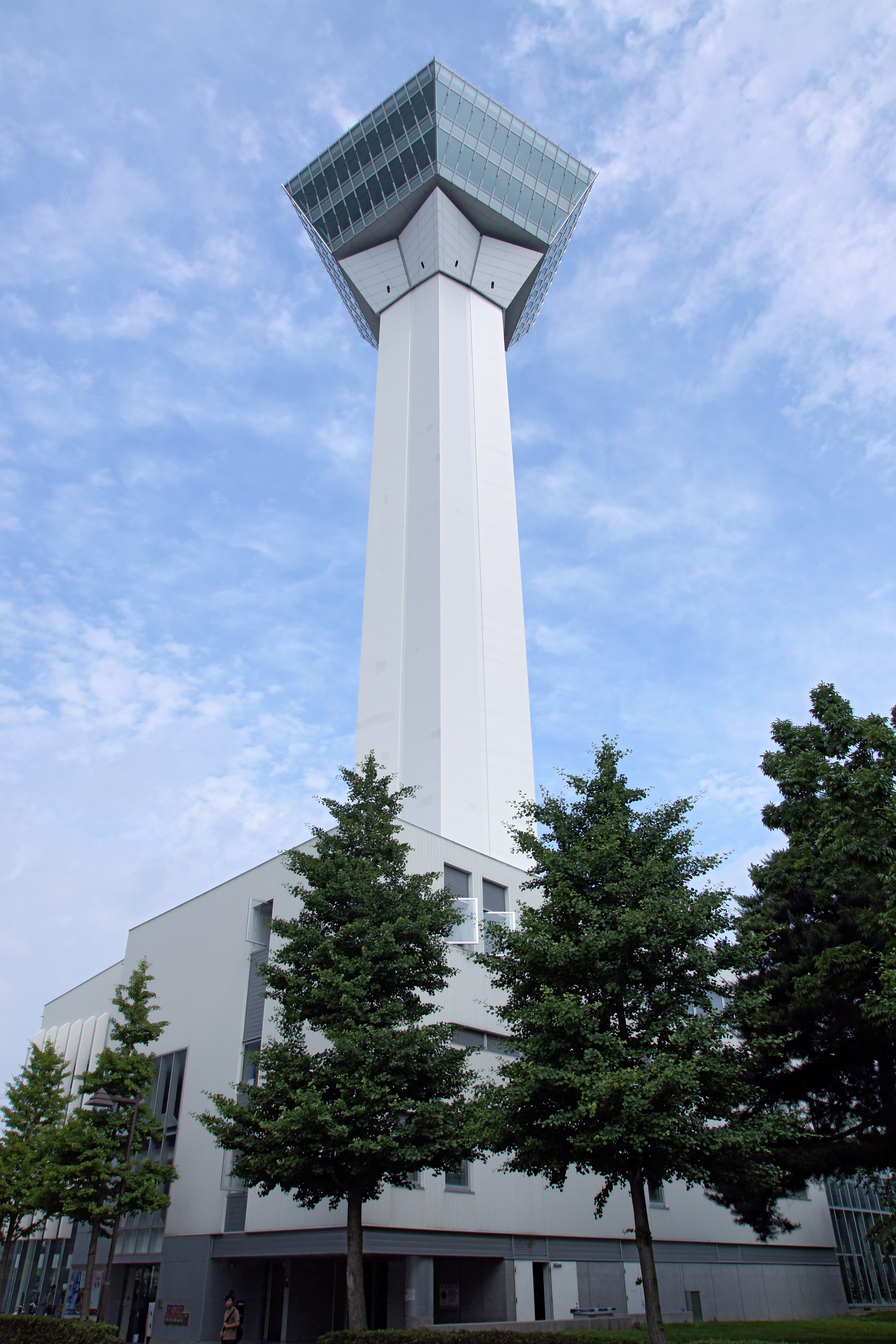
PVの舞台となった五稜郭タワー

前作「Believe again/Brightest Melody/Over The Next Rainbow」から約1年6か月ぶりのリリース。これまではSaint Aqours Snowとして単独リリースはなかったが、単独シングルとしては初のリリースとなる。ラブライブ!シリーズのライバルグループとしても初のシングルとなった。
表題曲「Dazzling White Town」のアニメーションPVでは、五稜郭タワーの展望台がロケ地となっており、その他にも函館の名所が次々と登場するものとなっている。また、鹿角聖良がバイクを運転するシーンもあるが、偶然にもCDの発売日である8月19日は「バイクの日」となっていたため話題となった。
楽曲は、6月10日に放送された生放送「ラブライブ！サンシャイン!! 函館聖泉女子高等学院生放送!!! ～私たち、Saint Snowです！～」で公開され、同日中に視聴動画が公式アカウントよりYouTube上で公開されている。
CDはBD同梱盤とDVD同梱盤の2形態が発売され、CDには表題曲の「Dazzling White Town」とカップリング曲2曲およびボイスドラマが、BD・DVDには「Dazzling White Town」のアニメーションPVが収録される。初回生産分には、「Saint Snowカード」（全2種）がランダムで1枚封入され、「ラブライブ！サンシャイン!! Saint Snow 1st GIG ～Welcome to Dazzling White Town～」のチケット最速先行抽選申込券が付属する。

## チャート成績
2020年8月31日付オリコン週間シングルランキングでは2.7万枚を売り上げて5位にランクインした。

## 収録曲
収録内容におけるボーカル曲は太字、ボイスドラマパートは▲印で表記する。
CD
1. Dazzling White Town [4:22]
  - 作詞：畑亜貴 / 作曲・編曲：渡辺和紀

2. Lonely Snow Planet [4:15]
  - 作詞：畑亜貴 / 作曲・編曲：馬渕直純

3. After The Rain [4:31]
  - 作詞：畑亜貴 / 作曲・編曲：R・O・N

4. Dazzling White Town (Off Vocal) [4:27]
5. 波濤――沼津との遭遇▲ [11:35]
6. セイントスモー対スタルヒン　函館場所▲ [12:04]
7. 試される大地、試される姉妹▲ [22:19]

BD/DVD
1. Dazzling White Town アニメーションPV